# 韋爾希夫斯克
50°37′6″N 26°4′12″E / 50.61833°N 26.07000°E
韋爾希夫斯克（烏克蘭語：Верхівськ），是烏克蘭西北部里夫内州里夫内区佳季科维奇市镇的村落。始建於1545年，面積0.56平方公里，海拔高度201米，2001年人口231，人口密度每平方公里1,080.4人。